# Phthorimaea impudica
Phthorimaea impudica es una especie de  lepidóptero de la familia Gelechiidae. Fue descrita por Walsingham en 1911.

## Distribución
Se encuentra en Panamá.